# Sama słodycz
Sama słodycz – polski serial obyczajowy w reżyserii Michała Rogalskiego, emitowany na antenie TVN od 3 marca do 2 czerwca 2014.

## Fabuła
Serial opowiada o trzydziestoparoletnim wykładowcy języka włoskiego i pisarzu – Fryderyku Rekrucie (Piotr Adamczyk), który jest typem samotnika od czasu, od kiedy opuściła go narzeczona Marta (Roma Gąsiorowska) wraz z ich synem Stasiem (Olaf Marchwicki). Przez kilka lat Fryderyk nie miał z synem kontaktu, jednak pewnego dnia Marta wraca ze Stasiem i zostawia go na jakiś czas u Fryderyka. Wtedy Fryderyk ze Stasiem starają się odbudować relację ojca z synem.

## Obsada
| Aktor                | Rola                                       |
| -------------------- | ------------------------------------------ |
| Piotr Adamczyk       | Fryderyk Rekrut                            |
| Olaf Marchwicki      | Stanisław „Staś” Rekrut                    |
| Roma Gąsiorowska     | Marta, matka Stasia                        |
| Adriana Kalska       | Marianna Kamper                            |
| Natalia Klimas       | Patrycja                                   |
| Marcin Hycnar        | Wiktor, przyjaciel Fryderyka               |
| Dorota Nowakowska    | Izabela „Musia” Rekrut, mama Fryderyka     |
| Milena Suszyńska     | Gosia Rekrut, siostra Fryderyka            |
| Krzysztof Stelmaszyk | Benedykt „Tajfun” Kamper, dziadek Marianny |
| Barbara Mularczyk    | Justyna                                    |
| Mateusz Damięcki     | Osa                                        |
| Karolina Staniec     | Adela                                      |
| Marta Ojrzyńska      | Wanda „Wendy”                              |
| Ilona Ostrowska      | Sylwia, psychoterapeutka                   |
| Jakub Mazurek        | Radosław, kochanek Marianny                |
| Grzegorz Małecki     | Tadeusz, były mąż Marianny                 |
| Anna Smołowik        | Barbara, żona Tadeusza                     |

## Spis serii
| Seria | Seria | Sezon       | Odcinki   | Premiera serii | Finał serii    | Pora emisji         | Średnia oglądalność |
| ----- | ----- | ----------- | --------- | -------------- | -------------- | ------------------- | ------------------- |
|       | 1.    | wiosna 2014 | 1–13 (13) | 3 marca 2014   | 2 czerwca 2014 | poniedziałek, 21:30 | 1 629 658           |